# Нинофер
Нинофер (на немски: Nienover) е селище на ок. 5 km северно-северозападно от община Боденфелде, Долна Саксония, Германия с 353 жители (1 август 2009). На 1 март 1974 г. бившата община е присъединена към община Боденфелде.
През 1144 г. замъкът Нинофер е споменат за пръв път, който е разрушен и през 1641 и 1656 г. е построен днешният ловен дворец.
- Нинофер като град ок. 1215